# هاوانا
هاوانا (به اسپانیایی: La Habana) [la aˈβana] ()) پایتخت، بزرگترین بندر، بزرگترین و پرجمعیت‌ترین شهر و عمده‌ترین مرکز اقتصادی کشور کوبا است. این شهر با جمعیتی بالغ بر ۲٫۱ میلیون نفر مساحتی نزدیک ۷۲۸ کیلومتر مربع را اشغال کرده که آن را به بزرگترین و پرجمعیت‌ترین شهر کوبا و سومین شهر پرجمعیت منطقه کارائیب تبدیل کرده‌است. این شهر عمدتاً به طرف جنوب و غرب گسترش می‌یابد زیرا از طرف شمال محدود به دریا شده‌است. رودخانه آلمندارس که از جنوب به شمال جریان دارد و به تنگه فلوریدا می‌ریزد از میانه این شهر می‌گذرد.
شهر هاوانا در قرن شانزدهم توسط استعمارگران اسپانیایی تأسیس شد و به علت موقعیت استراتژیکی که داشت به نقطه اتصال بین جهان نو (قاره آمریکا) و جهان قدیم (اروپا) تبدیل شد که از آن برای انتقال محصولات پرارزش آمریکا به اروپا استفاده می‌شد. فیلیپ دوم پادشاه اسپانیا در سال ۱۵۹۲ این منطقه را شهر اعلام کرد. دیواری به قدرت و بزرگی دیوار قلعه به دور منطقه شهری کشیده شد. در سال ۱۸۹۸ یک کشتی آمریکایی در بندرگاه این شهر غرق شد که موجب آغاز جنگ بین اسپانیا و ایالات متحده شد.
امروزه می‌توان هاوانا را سه شهر در یک شهر خواند که شامل شهر قدیمی هاوانا، منطقه ودادو و مناطق حومه جدید می‌باشد. این شهر محل کرسی دولت کوبا، پایگاه مرکزی وزارت خانه‌های مختلف، دفتر مرکزی تجارات و مرکز استقرار سفرای بیش از ۹۰ کشور جهان است. شهردار کنونی این شهر مارتا هرناندز عضو حزب کمونیست کوباست. در سال ۲۰۰۹ هاوانا در رده سوم شهرهای پردرآمد کوبا قرار داشت.
هر ساله بیش از یک میلیون گردشگر از این شهر دیدن به عمل می‌آوردند. آمارهای رسمی نشان از این دارد که در سال ۲۰۱۰، نزدیک به ۱٫۱۷۵ میلیون گردشگر بین‌المللی از هاوانا بازدید کرده‌است که از سال ۲۰۰۵ بیست درصد رشد پیدا کرده‌است. مرکز تاریخی شهر در سال ۱۹۸۲ از طرف سازمان یونسکو به عنوان یک میراث به ثبت رسید. این شهر از لحاظ تاریخی، فرهنگی، معماری و ابنیه تاریخی زبان زد است.

## تاریخ
دوره استعمار
شهر هاوانا را یکی از کنکیستادورها یا به عبارتی فاتحان اسپانیایی به نام دیگو ولازکز د کوئیار (به اسپانیایی: Diego Velázquez de Cuéllar) در ۲۵ اوت سال ۱۵۱۴ یا ۱۵۱۵ میلادی در ساحل جنوبی جزیره نزدیکی شهر کنونی باتابانو بنیاد نهاد. همه تلاش‌ها برای یافتن شهر در ساحل جنوبی بی‌نتیجه مانده‌است درحالیکه نقشه اولیه کوبا که از سال ۱۵۱۴ به جا مانده‌است آن را در ساحل جنوبی ترسیم کرده‌است.
بین سال‌های ۱۵۱۴ و ۱۵۱۹ اسپانیایی‌ها دو شهرک دیگر در ساحل شمالی جزیره ایجاد کردند. کیفیت ساحلی که هم‌اکنون میزبان بندرگاه شهر هاوانا است موجب شد که شهرک به آن مکان تغییر موقعیت دهد.

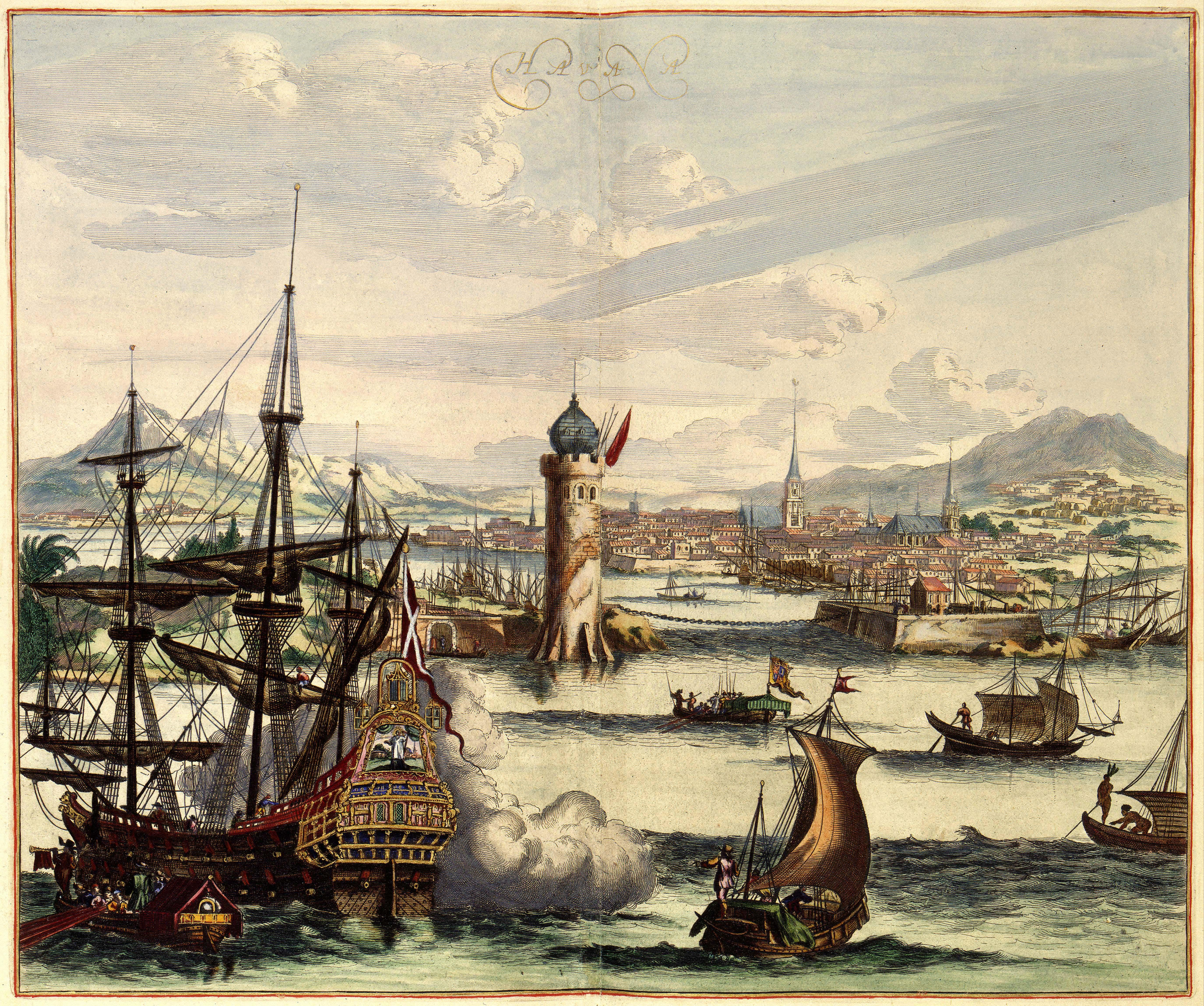
نگاره‌ای از هاوانا در قرن هفدهم

پانفیلو دو نارفاییز یکی از فرماندهان نظامی اسپانیایی نام سان کریستوبال د لا هابانا را برای این شهرک که ششمین شهرکی بود که به دست اسپانیایی‌ها در کوبا ساخته شده بود برگزید. این نام ترکیبی از سان کریستوبال قدیس حامی حامی هاوانا و هابانا با منشأ مبهم است. شاید این کلمه از هاباگونه (Habaguanex) نام حاکم بومی آمریکایی که که منطقه در گذشته تحت کنترل او بوده‌است آمده باشد. این نام در نامه‌ای که فرمانده اسپانیایی برای پادشاه اسپانیا فرستاده آمده‌است.
در ابتدا هاوانا به عنوان یک بندر تجاری ساخته شد که منظما مورد حمله انواع دزدان دریایی قرار می‌گرفت. اولین حمله در سال ۱۵۵۵ توسط دزدان دریایی فرانسوی صورت گرفت. این حملات موجب شد اسپانیایی‌های حاکم به فکر ساختن برج و بارو و دیوار محافظ برای بخش اصلی شهر بیفتند تا علاوه محافظت از شهر در مقابل دزدان دریایی کنترل بیشتری بر خطوط تجاری هند غربی داشته باشند.

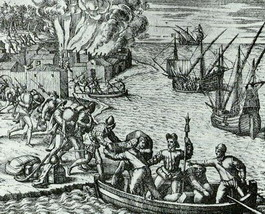
حمله دزدان دریایی فرانسوی به هاوانا

کشتی‌ها از سرتاسر جهان نو به منظور انتقال محصولاتشان به اروپا ابتدا به کوبا منتقل می‌شدند. تجمع کشتی‌های جذب شده به این جزیره باعث شد تا کشاورزی و صنعت در آن جا پیشرفت کند زیرا برای انتقال محصولات در مسیر طولانی اقیانوس نیاز زیادی به غذا ایجاد شده بود.
هاوانا در قرن هفدهم توسعه بسیاری داشت به گونه‌ای که ساختمان‌های بسیاری با معماری ایبریایی (شبه جزیره‌ای که اسپانیا در آن قرار دارد) و عمدتاً با مصالح محلی همچون چوب ساخته شد.
در سال ۱۶۴۹ بیماری مرگ بار مسری که از کارتاگنا واقع در کلمبیا به هاوانا منتقل شده بود یک سوم مردم این شهر را به خود مبتلا کرد. در میانه قرن ۱۸ میلادی هاوانا دارای بیش از ۱۷ هزار نفر سکنه بود که از این حیث رتبه سوم را بین شهرهای آمریکا داشت به‌طوری از لیما در پرو و مکزیکوسیتی کوچک‌تر بود ولی جمعیت بیشتری نسبت به بوستون و نیویورک داشت. در طول قرن هجدهم هاوانا مهم‌ترین بندر اسپانیایی به دلیل دارا بودن تأسیساتی برای حفظ و تعمیر کشتی‌ها بود. تا سال ۱۷۴۰ هاوانا به بزرگترین و فعال‌ترین بندر کشتی‌سازی اسپانیا و تنها بندر کشتی‌سازی در جهان نو تبدیل شد.
در جریان جنگ هفت ساله بین اسپانیا و بریتانیا این شهر توسط قوای متخاصم بریتانیایی به اشغال درآمد. به گونه‌ای در ۶ ژوئن ۱۷۶۲ نیروی دریایی سلطنتی بریتانیا متشکل از بیش از ۵۰ کشتی به همراه متجاوز از ۱۱ هزار نفر از قوای نیروی زمینی سلطنتی از طرف بندر شرقی هاواناوارد این شهر شدند. بریتانیایی‌ها بلافاصله بعد از ورود به این شهر خطوط تجاری را با آمریکای شمالی و مستعمرات خود کارائیب به راه انداختند که این موضوع باعث شد تا جامعه هاوانا دست‌خوش تغییرات سریعی بشود. کمتر از یک سال پس از سقوط هاوانا قرارداد پاریس بین طرفین جنگ منعقد شد که بر اساس آن به توصیه فرانسوی‌ها اسپانیا فلوریدا را به بریتانیا واگذار کرد تا در قبال آن کوبا را باز پس بگیرد زیرا اگر چنین نمی‌کرد حاکمیت اسپانیا بر مکزیک و آمریکای جنوبی از طرف بریتانیایی‌ها شدیداً به خطر می‌افتاد.

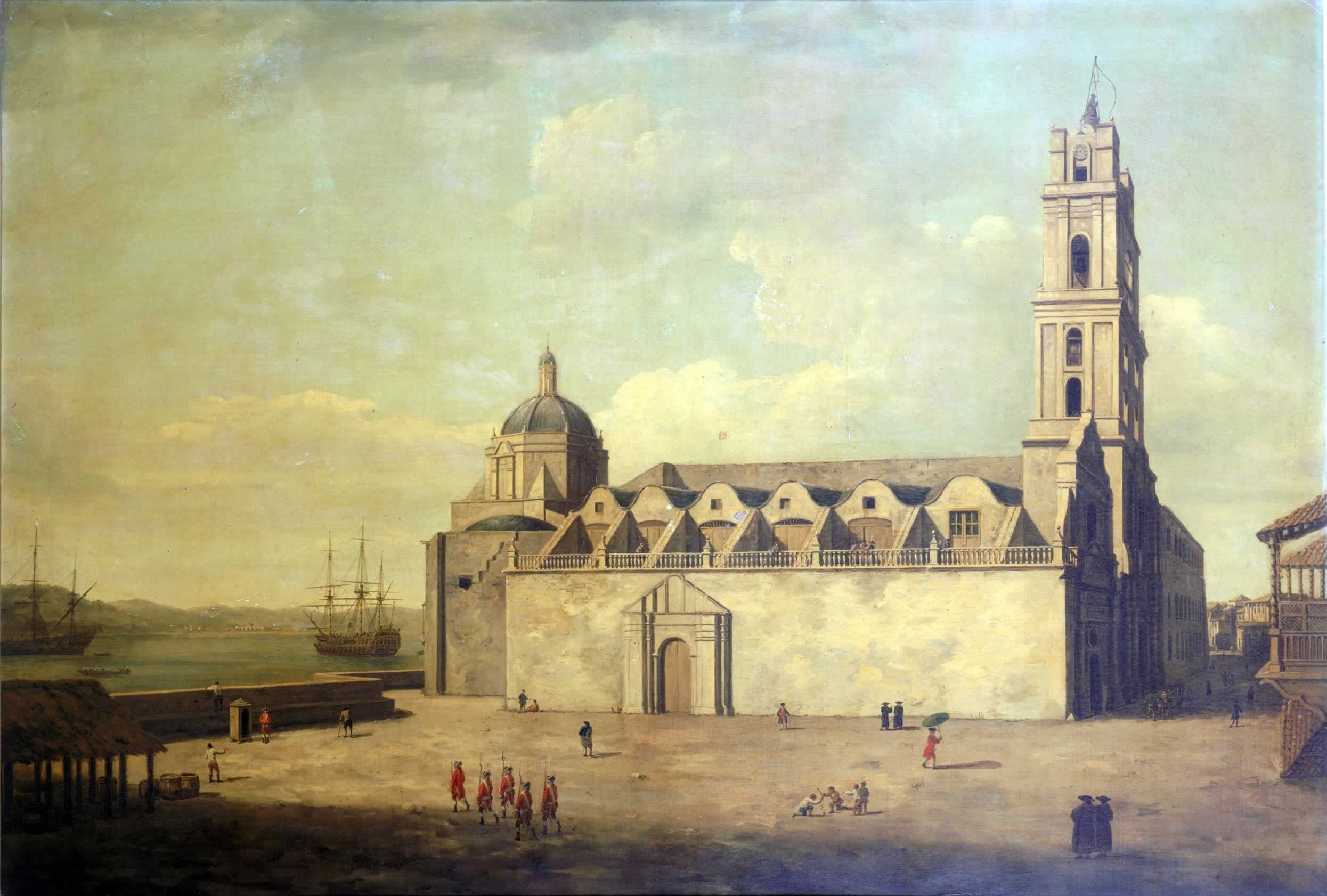
کلیسای هاوانا هنگام اشغال این شهر توسط بریتانیایی‌ها در سال ۱۷۶۲

پس از استرداد هاوانا به اسپانیا این کشور این شهر را به یکی از مستحکم‌ترین قلاع شهری در قاره آمریکا تبدیل کرد. ساخت و ساز با آغاز ساخت قلعه سان کارلوس لاجابانا در این شهر آغاز شد که آن را به سومین قلعه قدرتمند اسپانیایی در قاره آمریکا تبدیل کرد. ۱۵ ژانویه ۱۷۹۶ بنابر وصیت خودش که خواسته بود در خاک قاره آمریکا دفن شود جسد کریستف کلمب کاشف اسپانیایی به دلیل اشغال سان دمینیگو پایتخت جمهوری دومینیکن کنونی توسط فرانسوی‌ها به این جزیره منتقل شد. جسد کلمب تا سال ۱۸۹۸ در این مکان بود که در آن سال با از دست رفتن جزیره از طرف اسپانیایی‌ها به کلیسای جامع سبیا در خاک اصلی اسپانیا بازگردانده شد.
پس از آن که در قرن نوزدهم خطوط تجاری بین کارائیب و آمریکای شمالی پر رونق تر گردید هاوانا به یکی از مجلل‌ترین و زیباترین شهرهای روز دنیا تبدیل شد. تئاتر هاوانا در این دوره دارای سرشناس‌ترین بازیگران زمانه بود. به گونه‌ای که این شهر به پاریس جزایر آنتیل معروف شده بود.
در سال ۱۸۳۷ اولین خط آهن در این جزیره به طول ۵۱ کیلومتر بین هاوانا و بجوکال احداث شد که هدف سازندگان از احداث آن انتقال شکر به بندر بود. با این سازه کوبا به پنجمین کشور در دنیا و اولین کشور اسپانیایی زبان دارای راه‌آهن تبدیل شد. در سال بعدی قرن نوزدهم چندین ساختمان فرهنگی دیگر نیز در این شهر ساخته شد؛ که از مهم‌ترین آن‌ها می‌توان سالن تئاتر تاکون را نام برد که در زمان خود یکی از مجلل‌ترین سالن‌ها در جهان بود. تا سال ۱۸۸۶ برده داری در کوبا قانونی بود که موجب افراد هوادار برده داری مانند گروه شوالیه‌های دایره طلایی به این جزیره کشانده شوند. همچنین پس از این که در سال ۱۸۶۵ در جنگ داخلی آمریکا به پایان رسید بسیاری از برده داران سابق برای ادامه فعالیت برداری خود به کوبا سفر کردند.

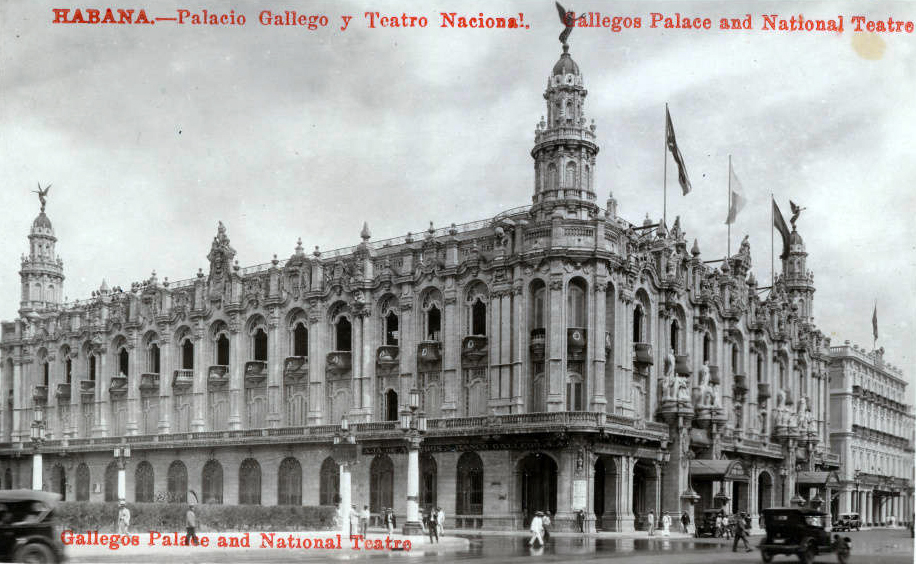
سالن بزرگ تئاتر هاوانا در سال ۱۹۲۰

در سال ۱۸۶۳ دیوارهای شهر تخریب شد تا فرصت گسترش بدنه اصلی شهر ایجاد شود. در اواخر قرن نوزدهم هاوانا شاهد آخرین روزهای حکومت استعماری اسپانیا بر قاره آمریکا بود.

## دوره جمهوری خواهان و پس از انقلاب
سال‌های اولیه قرن بیستم با اشغال کوبا و در نتیجه هاوانا توسط ایالات متحده آغاز شد. اشغالگری ایالات متحده در ۲۰ می ۱۹۰۲ با به قدرت رسیدن توماس استرادا پالما اولین رئیس‌جمهور کوبا به پایان رسید.
در طول دوره جمهوری خواهان از سال‌های ۱۹۰۲ تا ۱۹۵۶ هاوانا شاهد دوره جدیدی از توسعه بود. کوبا خود را از یک کشور نابود شده در اثر جنگ به کشوری توسعه یافته تبدیل کرد به گونه‌ای که به سومین کشور دارای طبقه پرجمعیت متوسط تبدیل شد. ساختمان‌های آپارتمانی برای اسکان طبقه متوسط و عمارات مرفه برای طبقه سرمایه‌دار به سرعت ساخته شد.
چندین هتل مجلل، کازینو و کلوب‌های شبانه در دهه ۱۹۳۰ برای پذیرایی از گردشگرانی که جذب صنعت نوپای گردشکری شده بودند احداث شد. در همان دهه خلافکاران نیز در کازینوها و کلوب‌های شبانه از سازمان دهی اقدامات خود غافل نبودند. اشخاصی مانند سانتو ترافیسانته، میر لانسکی و لاکی لوسیانو اداره چند هتل را در دست گرفتند. هاوانا به پایتختی تبدیل شد که در آن فعالیت‌های تجاری عمده‌ای همچون تفرگاه‌های ساحلی، مسابقات اتوموبیل رانی و شوهای موسیقی برگزار می‌شد.
هاوانا لقب بزرگترین شهر آمریکای لاتین با بیشترین جمعیت طبقه متوسط را کسب کرد در حالیکه در همان حال فساد و تبه کاری توسط گنگسترها در جامعه در حال رشد بود. در این شهر هاوانا درآمد بیشتری نسبت به شهر لاس وگاس در ایالت نوادای آمریکا داشت. در سال ۱۹۵۸، ۳۰۰ هزار گردشگر آمریکایی از هاوانا دیدار کردند.
پس از اتفاق افتادن انقلاب کوبا در سال ۱۹۵۹ رژیم حکومتی جدید به رهبری فیدل کاسترو قول بهبود خدمات اجتماعی، خانه‌سازی عمومی و احداث ساختمان‌های اداری و رسمی را داد. با این وجود رژیم تحت حاکمیت کاسترو به سرعت در یک نظام شبه کمونیستی که از طرف اتحاد جماهیر شوروی حمایت می‌شد از تمامی دارایی‌های خصوصی و صنعتی سلب مالکیت کرد که این موضوع تحریم‌های ایالات متحده را به دنبال داشت که موجب کمبودهای فراوان و ضربه دیدن کوبا به خصوص هاوانا شد. از سال ۱۹۶۶ تا سال ۱۹۶۸ دولت کوبا همه فعالیت‌های خصوصی تاری را ملی اعلام کرد.
پس از فروپاشی شوروی در سال ۱۹۹۱ کوبا متحمل یک رکود شدید اقتصادی شد. کمک‌هایی که از طرف شوروی دریافت می‌شد به پایان رسید. این کمک‌ها بر چند میلیون دلار در سال بالغ می‌شد. بسیاری بر این عقیده بودند که رژیم تحت حمایت شوروی در کوبا همانند رژیم‌های حاکم بر کشورهای شرق اروپا نیز به سرعت سقوط خواهد کرد. اما برعکس آنچه در اروپا اتفاق افتاد حکومت کمونیستی کوبا در دهه ۱۹۹۰ به حیات خود ادامه داد.
پس از سال‌ها ممنوعیت حکومت کمونیستی کوبا به فکر استفاده از عواید حاصله از صنعت گردشگری افتاد و به سرمایه‌گذاران خارجی اجازه احداث هتل‌های جدید و توسعه گردشگری در کشور را داد. هاوانای قدیمی به جهت استفاده در مقاصد گردشگری از نو ساخته شد. چندین خیابان و میدان بازسازی شد. اما هاوانا قدیمی شهر بسیار بزرگی است در نتیجه بازسازی‌ها به کمتر از ۱۰ درصد آن محدود شد.

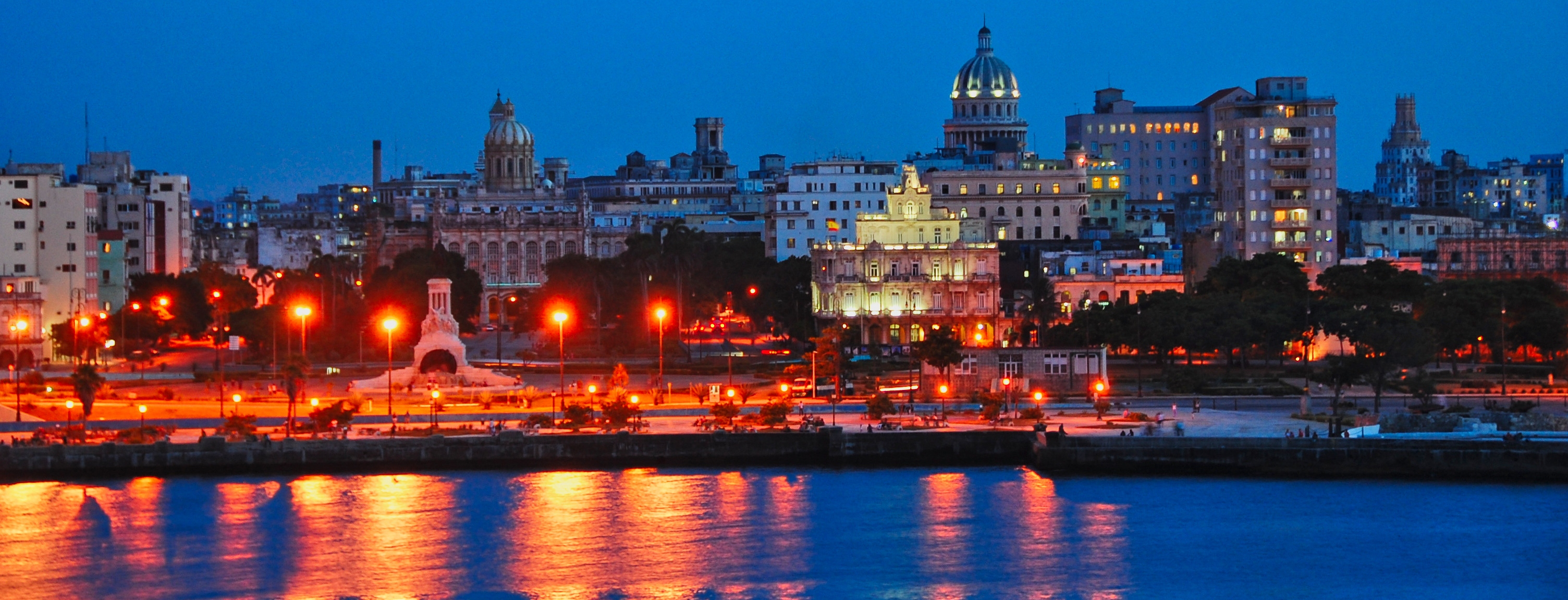
مرکز شهر هاوانا

کلیسای جامع سن کریستوبال، مشهورترین کلیسای هاوانا است.

## روابط با آمریکا
در روز چهاردهم آگوست سال ۲۰۱۵ میلادی سفارت آمریکا در هاوانا که بیش از نیم قرن تعطیل شده بود، توسط جان کری وزیر امور خارجه وقت آمریکا با بالا رفتن پرچم این کشور بر ساختمان سفارت بازگشایی شده و فعالیت‌های سیاسی با واشینگتن از سر گرفته شد.

## جغرافیا
هاوانا در شمال غربی جزیره کوبا قرار دارد و ساحل آن رو به تنگه‌های فلوریدا جایی که خلیج مکزیک به اقیانوس اطلس متصل می‌شود واقع شده‌است. این شهر عمدتاً به طرف جنوب و غرب در حال پیشرفت است. رودخانه آلمندارس که از جنوب به شمال جریان دارد و به تنگه فلوریدا می‌ریزد از میانه این شهر می‌گذرد. مرتفع‌ترین مکان هاوانا یک ناهمواری به ارتفاع ۲۰۰ متر از جنس سنگ آهک است که در شرق شهر قرار دارد که قلعه‌های استعماری اسپانیایی در کنار ساحل نیز در آنجا قرار دارد. از دیگر ناهمواری‌هایی که می‌توان نام برد تپه‌های غرب این شهر است که توسط دانشگاه هاوانا و قلعه شاهزاده اشغال شده‌است. همچنین تپه‌های بلندتری خارج از شهر در شرق و غرب وجود دارد.

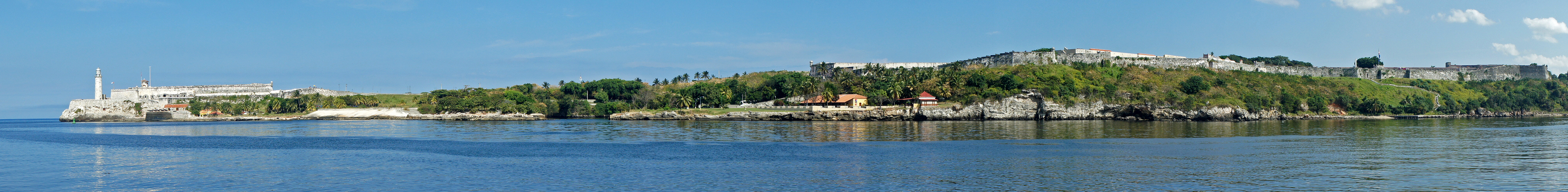
نمای پانارومیک از ساحل شرقی هاوانا

## آب و هوا
هاوانا مانند اکثر مناطق کوبا به دلیل وجود بادهای خاصی به نام بادهای بسامان و جریان‌های ساحلی گرم دارای آب و هوای گرمسیری است. بر اساس تقسیم‌بندی اقلیمی کوپن هاوانا داری اقلیم استوایی ساوانا می‌باشد. میانگین دما در هاوانا از ۲۲ درجه سانتیگراد در ژانویه و فوریه تا ۲۸ درجه سانتیگراد در اوت متغیر است. البته به ندرت دما به زیر ۱۰ درجه سانتیگراد نیز کاهش می‌یابد. کمترین دمای ثبت شده در شهر مثبت یک درجه سانتیگراد بوده‌است درحالیکه این میزان در کل کوبا صفر درجه سانتیگراد ثبت شده‌است. بیشترین میزان بارش باران از ژوئن تا اکتبر اتفاق می‌افتد. در مقابل از دسامبر تا آوریل کمترین بارش‌ها اتفاق می‌افتد. در کل میانگین بارش را می‌توان ۱۲۰۰ میلی‌متر در سال در نظر گرفت. طوفان‌های دریایی گاهی جزیره را مورد یورش قرار می‌دهند ولی اکثر در ساحل جنوبی جزیره حادث می‌شوند که باعث می‌شود خسارات وارده به هاوانا کمترین میزان در کل کشور باشد.
میانگین دما در طول سال به شرح زیر است:
| داده‌های اقلیم Havana                                 | داده‌های اقلیم Havana | داده‌های اقلیم Havana | داده‌های اقلیم Havana | داده‌های اقلیم Havana | داده‌های اقلیم Havana | داده‌های اقلیم Havana | داده‌های اقلیم Havana | داده‌های اقلیم Havana | داده‌های اقلیم Havana | داده‌های اقلیم Havana | داده‌های اقلیم Havana | داده‌های اقلیم Havana | داده‌های اقلیم Havana |
| ماه                                                  | ژانویه               | فوریه                | مارس                 | آوریل                | مه                   | ژوئن                 | ژوئیه                | اوت                  | سپتامبر              | اکتبر                | نوامبر               | دسامبر               | سال                  |
| ---------------------------------------------------- | -------------------- | -------------------- | -------------------- | -------------------- | -------------------- | -------------------- | -------------------- | -------------------- | -------------------- | -------------------- | -------------------- | -------------------- | -------------------- |
| میانگین بیش‌ترین °C (°F)                              | ۲۵٫۸ (۷۸)            | ۲۶٫۱ (۷۹)            | ۲۷٫۶ (۸۲)            | ۲۸٫۶ (۸۳)            | ۲۹٫۸ (۸۶)            | ۳۰٫۵ (۸۷)            | ۳۱٫۳ (۸۸)            | ۳۱٫۶ (۸۹)            | ۳۱٫۰ (۸۸)            | ۲۹٫۲ (۸۵)            | ۲۷٫۷ (۸۲)            | ۲۶٫۵ (۸۰)            | ۲۸٫۸ (۸۴)            |
| میانگین روزانه °C (°F)                               | ۲۲٫۲ (۷۲)            | ۲۲٫۴ (۷۲)            | ۲۳٫۷ (۷۵)            | ۲۴٫۸ (۷۷)            | ۲۶٫۱ (۷۹)            | ۲۷٫۰ (۸۱)            | ۲۷٫۶ (۸۲)            | ۲۷٫۹ (۸۲)            | ۲۷٫۴ (۸۱)            | ۲۶٫۱ (۷۹)            | ۲۴٫۵ (۷۶)            | ۲۳٫۰ (۷۳)            | ۲۵٫۲ (۷۷)            |
| میانگین کم‌ترین °C (°F)                               | ۱۸٫۶ (۶۵)            | ۱۸٫۶ (۶۵)            | ۱۹٫۷ (۶۷)            | ۲۰٫۹ (۷۰)            | ۲۲٫۴ (۷۲)            | ۲۳٫۴ (۷۴)            | ۲۳٫۸ (۷۵)            | ۲۴٫۱ (۷۵)            | ۲۳٫۸ (۷۵)            | ۲۳٫۰ (۷۳)            | ۲۱٫۳ (۷۰)            | ۱۹٫۵ (۶۷)            | ۲۱٫۶ (۷۱)            |
| بارندگی میلی‌متر (اینچ)                               | ۶۴٫۴ (۲٫۵۴)          | ۶۸٫۶ (۲٫۷)           | ۴۶٫۲ (۱٫۸۲)          | ۵۳٫۷ (۲٫۱۱)          | ۹۸٫۰ (۳٫۸۶)          | ۱۸۲٫۳ (۷٫۱۸)         | ۱۰۵٫۶ (۴٫۱۶)         | ۹۹٫۶ (۳٫۹۲)          | ۱۴۴٫۴ (۵٫۶۹)         | ۱۸۰٫۵ (۷٫۱۱)         | ۸۸٫۳ (۳٫۴۸)          | ۵۷٫۶ (۲٫۲۷)          | ۱٬۱۸۹٫۲ (۴۶٫۸۴)      |
| میانگین روزهای بارانی (≥ ۱.۰ mm)                     | ۵                    | ۵                    | ۳                    | ۳                    | ۶                    | ۱۰                   | ۷                    | ۹                    | ۱۰                   | ۱۱                   | ۶                    | ۵                    | ۸۰                   |
| درصد رطوبت                                           | ۷۵                   | ۷۴                   | ۷۳                   | ۷۲                   | ۷۵                   | ۷۷                   | ۷۸                   | ۷۸                   | ۷۹                   | ۸۰                   | ۷۷                   | ۷۵                   | ۷۶٫۱                 |
| منبع: سازمان جهانی هواشناسی (UN), Climate-Charts.com |                      |                      |                      |                      |                      |                      |                      |                      |                      |                      |                      |                      |                      |

| Jan         | Feb         | Mar         | Apr         | May         | Jun         | Jul         | Aug         | Sep         | Oct         | Nov         | Dec         |
| ----------- | ----------- | ----------- | ----------- | ----------- | ----------- | ----------- | ----------- | ----------- | ----------- | ----------- | ----------- |
| ۲۳ °C ۷۳ °F | ۲۳ °C ۷۳ °F | ۲۴ °C ۷۵ °F | ۲۶ °C ۷۹ °F | ۲۷ °C ۸۱ °F | ۲۸ °C ۸۲ °F | ۲۸ °C ۸۲ °F | ۲۸ °C ۸۲ °F | ۲۸ °C ۸۲ °F | ۲۷ °C ۸۱ °F | ۲۶ °C ۷۹ °F | ۲۴ °C ۷۵ °F |

فرودگاه بین‌المللی خوزه مارتی که اصلی‌ترین فرودگاه کوبا است، در ۱۵ کیلومتری جنوب-غربی شهر هاوانا قرار گرفته‌است.

## نگارخانه

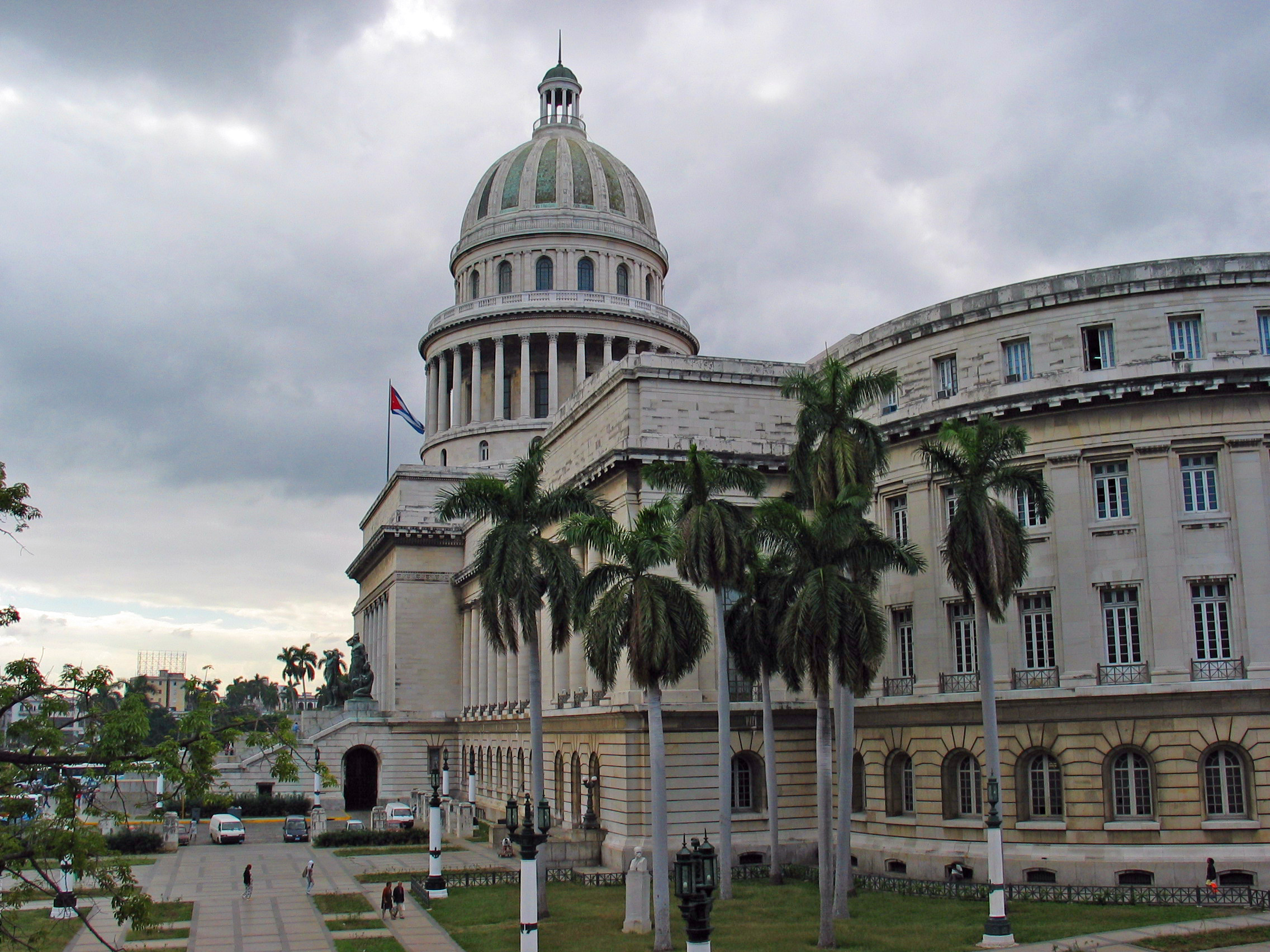
ساختمان شهرداری هاوانا
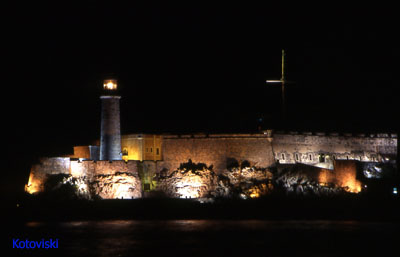
کاخ مورو در شب
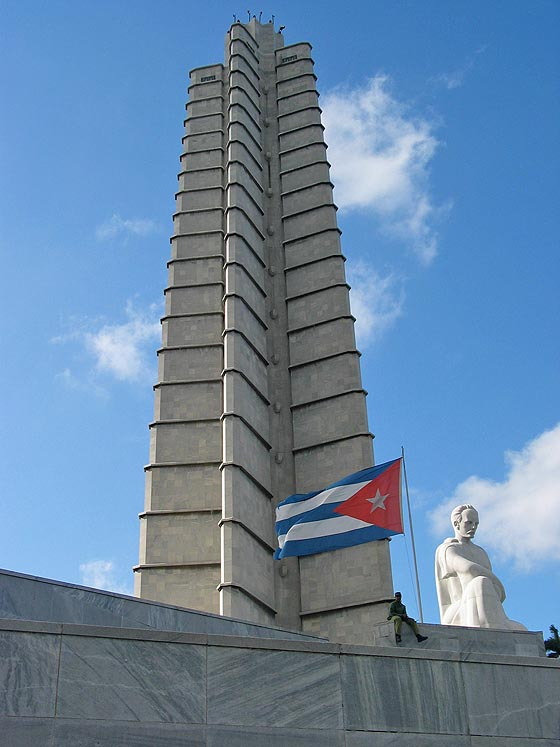
یادمان خوزه مارتی
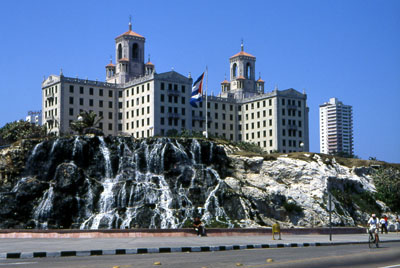
هتل ملی کوبا (Hotel Nacional de Cuba)
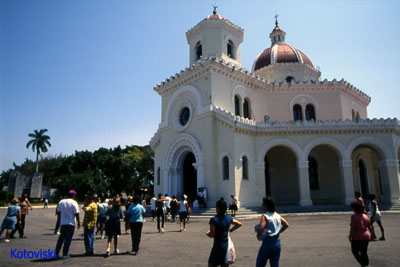
گورستان کهن
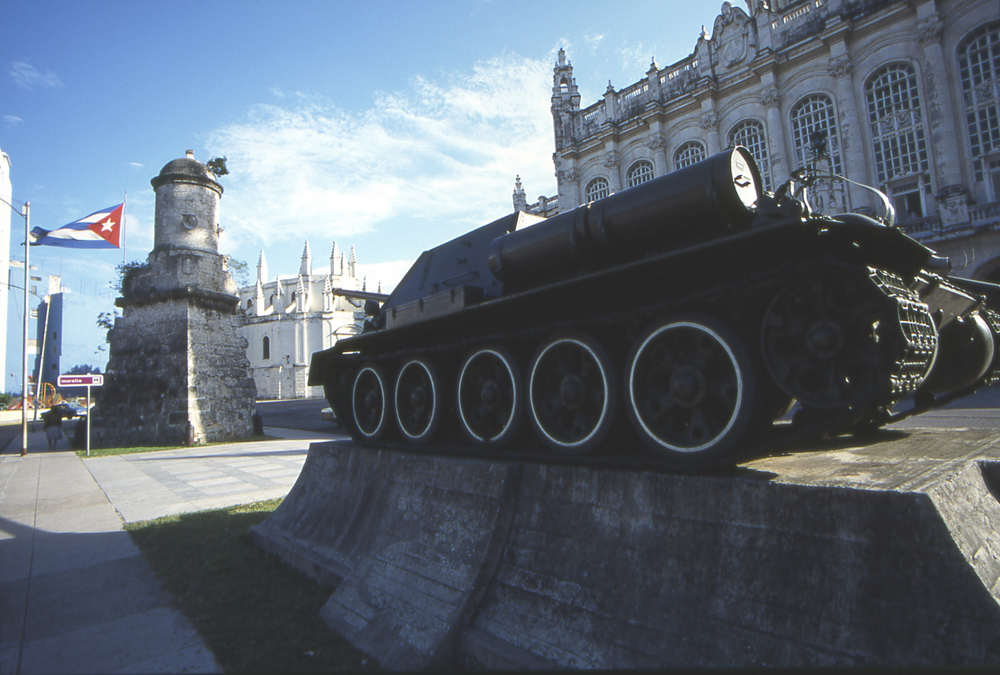
مرکز شهر